# Empis bechuana
Empis bechuana är en tvåvingeart som beskrevs av Smith 1969. Empis bechuana ingår i släktet Empis och familjen dansflugor. Inga underarter finns listade i Catalogue of Life.